# Ким Сонг Кон
Ким Сонгон (Kim Seong-kon, корейское написание имени 김성곤; род. 9 августа 1949), в европейском варианте, предписывающем ставить имя вперёд, — Сонгон Ким (Seong-kon Kim) — академик, литературный критик, писатель из Южной Кореи.
Ким — директор Корейского института литературных переводов (Literature Translation Institute of Korea, сокращенное наименование LTI Korea) при Министерстве культуры, спорта и туризма Республики Корея. В феврале 2015 г. решением правительства Республики Корея был повторно назначен на эту должность на следующие три года. Кроме того, был назначен соредактором англоязычного академического журнала Korea Journal, публикуемого Корейской государственной комиссией для ЮНЕСКО. Ким Сонгон — Почетный профессор Сеульского государственного университета, семь раз удостаивался специальной премии университета за выдающиеся исследовательские результаты.
В качестве приглашённого профессора Ким преподавал в Университете штата Пенсильвания, в Университете Калифорнии в Беркли и в Университете Бригама Янга, работал приглашённым преподавателем и научным сотрудником в Институте Гарвард-Яньцзинь, Оксфордском Университете, в Университете Торонто. Ким Сонгон — лауреат престижных премий в области литературоведения, в конце 1970-х-начале 1980-х годов он первым в Корее ввел в литературоведение понятие постмодернизма и сделал его предметом дискуссии. Ким стоит у истоков исследований в области культуры постколониальной эпохи. Его книги о постмодернизме, развитии культуры в современном мире, постколониализме повлияли на мировоззрение многих южнокорейских литературоведов, писателей, преподавателей литературы. В 2007 году Ким получил престижную премию Кима Хван Тхе (Kim Hwantae Award) за работы в области литературной критики, в 2014 году он был удостоен премии Ву Хо в области гуманитарных наук (Wu Ho Humanities Award).
Ким работал редактором таких литературных журналов, как Literature&Thought, 21st Century Literature and Contemporary World Literature, с 2003 года вел литературную колонку в издании Korea Herald. Колонки Кима регулярно перепечатывались известными журналами и газетами: The Nation, The China Post, Asia One, Pakistan Observer, The Star Online, Yahoo! News, The Kathmandu Post и многими другими зарубежными СМИ.
В послужном списке Кима Сонгона — работа научным консультантом Южнокорейского президентского Комитета по национальному единству и руководство Советом по продвижению корейской культуры за рубежом при Министерстве культуры Южной Кореи. Будучи активным сторонником распространения корейской литературы в мире, он состоит в Консультативном совете по корейской литературе при издательстве White Pine Press в Нью-Йорке и избран вице-президентом Сеульского Литературного общества, членами которого состоят послы иностранных государств в Южной Корее, высокопоставленные дипломаты, проживающие в Сеуле. Кроме того, Ким возглавляет в качестве Почетного президента корейское подразделение Ассоциации выпускников Университета штата Нью-Йорк в Буффало (SUNY).
Ким Сонгон награжден званиями «Выдающийся выпускник» Колумбийского университета (2009), «Выдающийся выпускник» международной программы научного обмена Фулбрайта (2010) и признан «Выдающимся иностранным выпускником» Университета штата Нью-Йорк в Буффало (2012).
В 2015 году Ким, став заслуженным профессором, начал читать курсы лекций сразу в двух известных корейских организациях — в Национальном исследовательском Фонде (NRF), и в Фонде культуры компании NAVER. Он вошел в число 50 лучших литературных критиков Кореи с 1900 года, по версии Ассоциации корейских литературных критиков. В 2016 году Министерство культуры, спорта и туризма назначило Кима председателем Азиатского культурного форума и членом китайско-корейского Совета по культурному обмену. В этом же году Ким стал по совместительству приглашенным профессором в Институте Национальных людских ресурсов Министерства управления персоналом Южной Кореи, и был награжден Знаком Почета Корейского института литературных переводов (LTI) по представлению отдела управления персоналом Министерства культуры, спорта и туризма и назначен членом Совета народной дипломатии Министерства иностранных дел Южной Кореи с полномочиями заместителя министра..

## Образование и начало творческого пути
Ким получил докторскую степень в области английского языка и литературы в Университете штата Нью-Йорк в Буффало, диссертацию он написал под руководством покойного Лесли А. Фидлера (Leslie A. Fielder), одного из создателей теории постмодернизма, ставшего всемирно известным благодаря теории «смерти классического романа» в 60-х годах XX века. Следующим этапом обучения стало изучение теории компаративистики в литературе в Колумбийском университете, под руководством покойного Эдварда Вади Саида (Edward W. Said), автора знаменитой книги «Ориентализм». После защиты докторской работы в 1984 году Ким вернулся в Сеульский государственный университет (SNU).

## Профессиональная деятельность

### Научная деятельность
Ким Сонгон начал свою карьеру с должности директора общежития Сеульского университета (1987—1989). Он работал директором Института американистики (1999—2001), директором Института лингвистики (2001), занимал пост декана факультета лингвистики Сеульского университета (2001—2005). В 1999—2001 годах Ким Сонгон руководил Организационным Комитетом ежегодной международной конференции BESETO (Пекин, Сеул, Токио), в течение почти двух лет совмещал должности директора издательства Сеульского государственного университета (2009—2011) и президента Ассоциации корейских университетских издательств (2010—2011), В настоящее время Ким возглавляет издательство Корейского института литературных переводов (LTI Korea Press) и занимает пост декана Академии переводов института. Одним из видов деятельности Академии является организация курсов перевода для иностранных и корейских студентов.
С 1998 по 2001 Ким был президентом-учредителем Корейской ассоциации литературы и кино, с 2001 по 2003 — президентом Международной ассоциации сравнительного корееведения, с 2004 по 2006 — президентом Корейской ассоциации современной англоязычной прозы, с 2007 по 2008 — президентом Корейской ассоциации американистики. С 2004 по 2005 Ким был председателем Совета по развитию и продвижению Корейской ассоциации английского языка и литературы.
Ким Сонгон преподавал в Университете штата Нью-Йорк в Буффало, Колумбийском университете, Университете штата Пенсильвания, Университете Бригама Янга и Калифорнийском университете в Беркли. В качестве приглашенного научного сотрудника проводил исследования в Гарварде, Оксфорде и Университете Торонто.

### Административная деятельность
Ким Сонгон работал редактором престижного ежеквартального литературного издания Contemporary World Literature (1988), главным редактором известного ежемесячного литературного журнала Literature and Thought (2002—2005) и соредактором издания 21st Century Literature вместе с покойным ныне И Чхонг Джун, его коллегами были так же Ким Юн Шик, Юн Хумён и Ким Джонхе (1998—2012). Будучи вице-председателем организованного фондом Дэсан Сеульского международного форума литераторов, в 2000, 2005 и 2011 сотрудничал с выдающимся корейским ученым и литературным критиком Ким Ю Чханом, вместе им удалось привлечь немало известных писателей со всего мира в Сеул. В столице Кореи побывали с визитом Пьер Бурдьё (Pierre Bourdieu), Жан Бодрийяр (Jean Baudrillard), Ле Клезио (Le Clezio), Орхан Памук (Orhan Pamuk), Кэндзабуро Оэ (Oe Kenzaburo), Гэри Снайдер (Gary Snyder), Роберт Коовер (Robert Coover), Роберт Хасс (Robert Hass), Маргарет Дрэббл (Margaret Drabble), Гао Синцзянь (Gao Xingjian), Бэй Дао (Bei Dao) и др.
Ким Сонгон преподавал принципы народной дипломатии корейским дипломатам в Институте иностранных дел и национальной безопасности (1988—1994), читал курс по корейской культуре и истории иностранным дипломатам в Корейском агентстве по международному сотрудничеству (KOICA) и продолжает лекционную деятельность в Центральном институте подготовки госслужащих (COTI) при Министерстве иностранных дел и торговли Республики Корея (1997 — по настоящее время).

### Административные должности
- Декан, Академия переводов Корейского института литературных переводов, 2012—2015
- Директор, издательство Сеульского государственного университета, 2009—2011.
- Декан, факультет лингвистики Сеульского государственного университета, 2001—2005
- Директор, Институт американистики, Сеульский государственный университет, 1999—2001
- Директор, студенческое общежитие Сеульского государственного университета

### Международная преподавательская и научно-исследовательская работа
- Приглашенный профессор, Университет штата Нью-Йорк в Буффало, 2011—2012.
- Приглашенный профессор, Калифорнийский университет в Беркли, 2006—2006, лекции по азиатской литературе.
- Приглашенный профессор, Университете Бригама Янга, 1996—1997, лекции по корейской литературе.
- Приглашенный профессор, Университет штата Пенсильвания, программа Фулбрайта по международному обмену в области образования для ученых из стран Азии, 1990—1991, лекции по английскому языку и сравнительному литературоведению.
- Приглашенный научный сотрудник (ассоциированный), Институт Гарвард-Яньцзинь, 2006—2007
- Приглашенный научный сотрудник, Рокфеллеровский центр, Университет штата Нью-Йорк в Буффало, 1992
- Приглашенный исследователь, Оксфордский университет, 1991
- Приглашенный исследователь, Университет Торонто, 1991

## Премии и награды

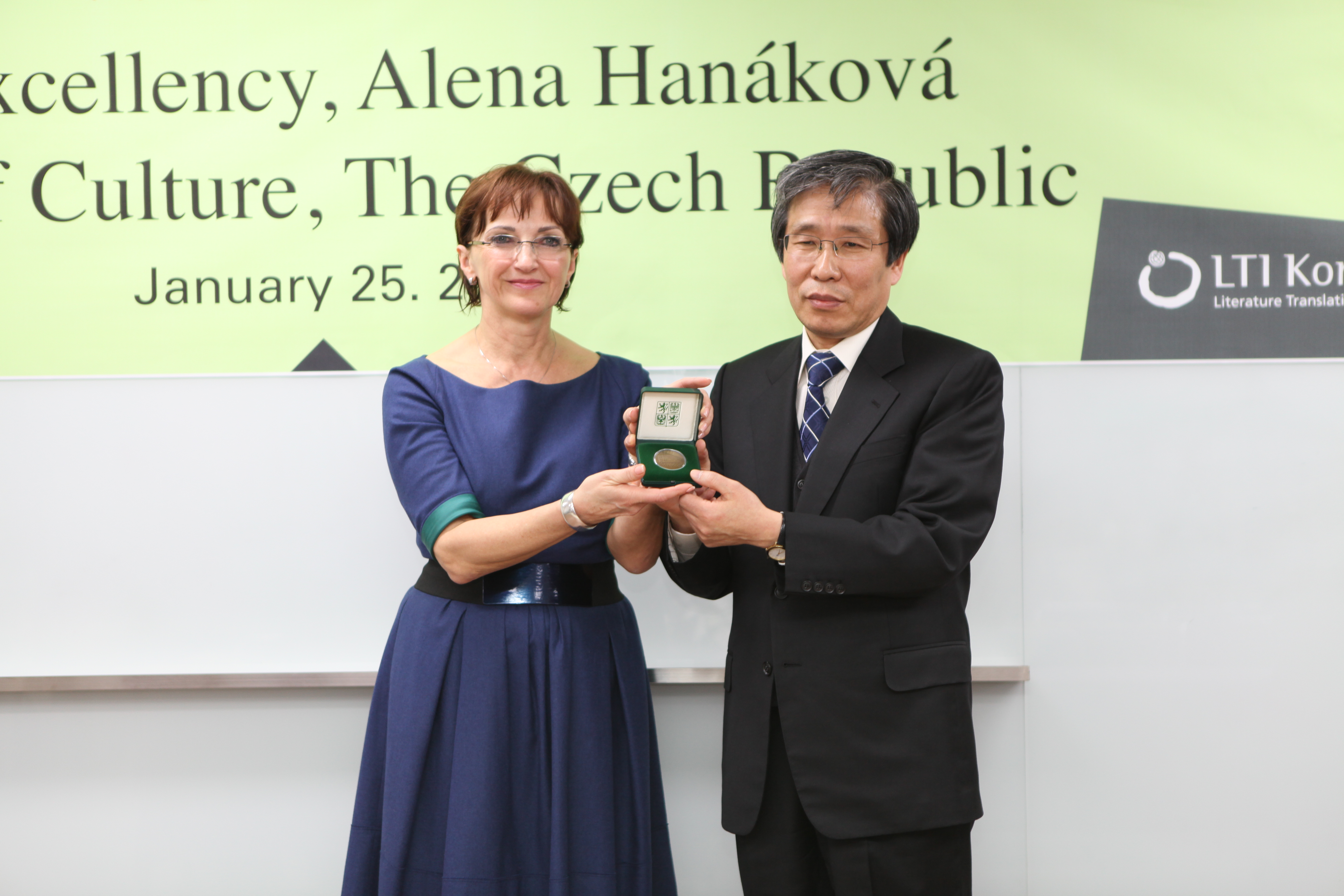
Министр культуры Чешской республики Ее Превосходительство Алена Ханакова (Alena Hanáková) вручает медаль за заслуги в области культуры Киму Сонгону 25 января 2013 года

- Медаль за выдающиеся заслуги (нефритовая), Республика Корея, 2014
- Медаль за вклад в развитие культуры, Чешская Республика, 2013
- Награда «Выдающемуся профессору-преподавателю», Центральный институт подготовки госслужащих, 2014
- Награда «Лучшему директору государственного учреждения», Министерство культуры Республики Корея, 2013
- Награда «Выдающемуся иностранному выпускнику», Университет штата Нью-Йорк, 2012[4]
- Награда за выдающиеся научные результаты, Университет штата Нью-Йорк, семь раз: в 1998, 1999, 2007, 2008, 2009, 2010, 2011 годах
- Награда «Выдающемуся выпускнику», программа Фулбрайт, 2010
- Награда «Выдающемуся выпускнику», Колумбийский университет, 2009
- Награда «Лучшему директору института», Сеульский государственный университет, 2003, 2004
- Награда за вклад в развитие гуманитарных наук и дружбы между народами — премия Ву Хо, 2014
- Включение в почетный перечень 50-ти лучших литературных критиков XX века по версии Корейской ассоциации литературных критиков, 2014
- Награда за лучшую книгу 2010 года от Государственной Академии Наук, за книгу «Литература в век гибридных культур»
- Премия Ким Хван Тхэ «За литературную критику», 2008
- Премия Today’s Book за книгу «Беседы с американскими писателями», 1985
- Награда от Министерства культуры РК за лучшую книгу года (трижды)
- Признан «Лучшим литературным критиком 2012 года» (книга «Литература и игра»)
- Признан «Автором лучшей книги о кино» (книга «Эссе о кино»), 1992
- Признан «Заслуженным переводчиком Кореи», Journal of Publications, 1990
- «Эссе о кино» признаны «Лучшей книгой 1990-х годов» по версии книготорговой сети Kyobo
- «В лабиринте слов: беседы с американскими писателями» включена в список «24 лучшие книги об иностранной литературе, изданные после Освобождения Кореи», 1989
- «Американская литература в век постмодерна» признана «Книгой-символом 1980-х годов», 1989
- Наградная табличка от президента Сеульского государственного университета «Отличник просвещения», 2001, 2011, 2014.
- Награда «За выдающиеся заслуги», Сеульский государственный университет, 2004
- Специальный грант для корейских преподавателей, работающих за рубежом, Корейский научно-исследовательский фонд, 1996—1997
- Грант Британского совета, 1991 (Оксфордский университет)
- Грант государства Канада для преподавателей и исследователей, показавших выдающиеся результаты, 1991 (Университет Торонто)
- Награда «Приглашенному научному сотруднику из Азии», Университет штата Пенсильвания, 1990—1991
- Стипендия Фулбрайта, 1978—1984
- Грант Сеульского государственного университета на зарубежные научные исследования (университеты Беркли/Гарвард)
- Премия за лучшую речь по окончании учебного заведения, 1967
- Премия министра образования, 1966

## Преподавание в качестве приглашенного лектора
- Корнельский университет, 1990 (США)
- Стэнфордский университет, 1991 (США)
- Университет штата Пенсильвания, 1990, 1991 (США)
- Университет штата Нью-Йорк в Буффало, 1992 (США)
- Токийский университет, 1999, 2002 (Япония)
- Пекинский университет, 2003, 2010 (Китай)
- Университет Париж — Север XIII, 2004 (Франция)
- Саарский университет, 2010 (Германия.
- Университет штата Нью-Йорк в Буффало, 2011—2012 (США)

## Иностранные публикации (книги)
- «Правила этикета в Корее» [Simple Etiquette in Korea. Kent, UK: Paul Nobury (Curzon Press), 1988] В соавторстве с О Юнг Ли (бывший министр культуры Республики Корея)
- «Путеводитель по Корее» [Korea Briefing. Boulder: Associated University Press, 1991]. Автор одной из глав
- «Различия азиатской и европейской литератур» [Crosscurrents in the Literatures of Asia and the West. Newark: Associated UP, 1997]. Автор главы «Постмодернизм в Азии» [Postmodernism in Asia. Tokyo: University of Tokyo, 2003]. Автор одной из глав
- «История мысли в Корее» [Intellectual History of Korea. Tokyo: Cuon Press, 2014]. Автор одной из глав

## Автор книг
- «Правила этикета в Корее» [Simple Etiquette in Korea. Kent, UK: Paul Nobury (Curzon Press), 1988]. В соавторстве с О Юнг Ли (бывший министр культуры Республики Корея).
- «Путешествие в прошлое» [Journey into the Past. Seoul: SNU Press, 1985]. На английском языке.
- «Беседы с американскими писателями» [Conversations with American Writers. Seoul: Minumsa, 1986]
- «Американская литература в эпоху постмодерна» [American Literature in the Postmodern Age. Seoul: SNU Press, 1989]
- «Портрет американской литературы и ее создателей» [Portrait of American Literature and Its Writers. Seoul: SNU Press, 1993]. Признана книгой года Министерством культуры Республики Корея
- «Эссе о кино» [Essays on Film. Seoul: Yoleumsa, 1994]. Используется в качестве учебного пособия в Вашингтонском университете. Глава из этой книги включена в учебник для старшеклассников и студентов, 2011
- «Литература в век новых медийных технологий» [Literature in the Age of New Media. Seoul: Minumsa, 1995]
- «Литература и кино» [Literature and Film. Seoul: Minumsa, 1996]
- «Современная американская литература» [Contemporary American Literature. Seoul: Minumsa, 1996]
- «Голливуд: зеркало культуры 20 века» [Hollywood: A Mirror of 20th Century Culture Seoul: Woongjin, 1996]
- «Одиссей в кино» [Odyssey in Film. Seoul: Hyohyung, 2001]
- «Корея в век мультикультурализма» [Korea in the Age of Multiculturalism. Seoul: Yoleumsa, 2002]
- «Исследование культуры в век мультикультурализма» [Reading Culture in the Age of Fusion Culture. Seoul: L&T, 2003]
- «Культурология и будущее гуманитарных наук» [Cultural Studies and the Future of the Humanities. Seoul: SNU Press, 2003]. Признана лучшей книгой года по версии Министерства культуры Республики Корея
- «Культурный феномен кинематографа» [Reading Culture in Film. Seoul: SNU Press, 2003]
- «Исследование Америки через феномен Голливуда» [Reading American Hollywood Film. Seoul: Sallim, 2005]
- «Эдгар Аллан По» [Edgar Allan Poe. Seoul: Sallim, 2005]
- "Дж. Д. Сэлинджер и его роман «Над пропастью во ржи» [J. D. Salinger and The Catcher in the Rye. Seoul: Sallim, 2005]
- «Ключ к мышлению: литература» [The Key to Thought: Literature. Seoul: Mountain Press, 2006].
- «Литература в глобализирующемся мире» [Literature in the Globalizing Word. Seoul: Minumsa]. Признана лучшей книгой года по версии Министерства культуры Республики Корея
- «Литература в век смешения культур» [Literature in the Age of Hybrid Cultures. Seoul: SNU Press, 2009]. Удостоена премии Академии наук Кореи за лучшую книгу 2010 года
- «Литература: сквозь границы» [Literature Across Boundaries, Seoul: Minumsa, 2013]

## Редактор сборников и монографий
- «Постмодернизм и смерть романа» [The Death of the Novel and Postmodernism. Ed. Seong-Kon Kim. Attic Publishing Co]
- «100 ключевых слов в культуре 21 века» [100 Cultural Keywords in the 21st Century. Ed.Seong-Kon Kim. Research Institute of Korean Publications & Marketing]
- «Корейская поэзия» [Korean Poetry. Co-edited with Yong-jik Kim. KCAF]
- «Путешествие в город туманов: избранная современная корейская проза» [Journey to Mujin: Collection of Modern Korean Fiction. Co-edited with Yongjik Kim. KCAF]
- «Литературные течения 21 века» [21st Century Literary Movements. Ed. Seong-Kon Kim. Literature & Thought Publishing Co]

## Автор переводов
С корейского на английский:
- «Сильные ветры в ущелье Миши» [Strong Winds at Mishi Pass. New York: White Pine Press, 2003]. Стихи Хван Тонг Кю. Совместный перевод: Ким Сонгон и Деннис Малоней
- «Женщина на террасе» [Woman on the Terrace. New York: White Pine Press, 2007] Стихи Мун Чонхи. Совместный перевод: Ким Сонгон и Алек Гордон. За эту книгу поэтесса Мун Чонхи была удостоена премии «Цикада» в Швеции.
- «Площадь» [The Square. Urbana-Champaign: Dalkey Archive Press, 2014] Автор романа: Чхве Ин Хун. Перевод: Ким Сонгон

С английского на корейский:
- «Выкрикивается лот 49», Томас Пинчон [The Crying of Lot 49. Thomas Pynchon. Seoul: Minumsa]
- «Повесть о приключениях Артура Гордона Пима», Эдгар Аллан По [The Narrative of Arthur Gordon Pym of Nantucket. Edgar Allan Poe. Golden Bough]
- «Ловля форели в Америке», Ричард Бротиган [Trout Fishing in America. Richard Brautig. Vichae]
- «Прощай, оружие!», Эрнест Хемингуэй [A Farewell to Arms. Ernest Hemingway. Sigongsa]
- «В наше время», Эрнест Хемингуэй. [In Our Time. Ernest Hemingway. Sigongsa].
- «В ожидании конца», Лесли Фидлер. [Waiting for the End. Leslie A. Fiedler. Samsung]
- «Примитивизм», Майкл Белл. [Primitivism. Michael Bell. SNU Press]
- «Любовь — это обман: избранная проза постмодерна». Борхес и другие. [Love is a Fallacy: Collections of Postmodern Fiction. Borges et al. Woongjin]
- «Избранные стихи Шеймаса Хини», Шеймас Хини [Selected Poems of Seamus Heaney. Seamus Heaney. Yeolumsa] «Культура и империализм», Эдвард Сэйд. Перевод в соавторстве [Culture and Imperialism. Edward W. Said. co-trans. Hanshin]
- «Культура постмодерна», Стивен Корнер. Перевод в соавторстве [Postmodern Culture. Steven Corner. co-trans. Hanshin]
- «Литературная критика в Америке», Винсент Лейтч. Перевод в соавторстве [American Literary Criticism. Vincent Leitch. Cotrans. Hanshin]
- «Поэтика Мукаровски», Мукаровски. Перевод в соавторстве [Mukarovsky’s Poetics. Mukarovsky. Co-trans. Modern Literature Co]